# جيمي هيبرت
جيمي هيبرت (بالفرنسية: Jimmy Hebert)‏ هو لاعب كرة قدم فرنسي، ولد في 1 يوليو 1972 في باريس في فرنسا. لعب مع نادي كاين.

## وصلات خارجية
- جيمي هيبرت على موقع قاعدة بيانات كرة القدم.إي يو (الإنجليزية)